# Alapmunte jezik
Alapmunte jezik (ISO 639-3: apv), jezik porodice nambikwara koji je priznat nakon podjele sjevernonambikvarskog [mbg] jezika (čiji je identifikator povučen iz upotrebe 14. siječnja 2008.) na 6 jezika: alapmunte [apv]; lakondê [lkd], latundê [ltn], mamaindé [wmd], tawandê [xtw] i yalakalore [xyl].
Izumro je.